# Johannes Rebmann
Pour les articles homonymes, voir Rebmann.

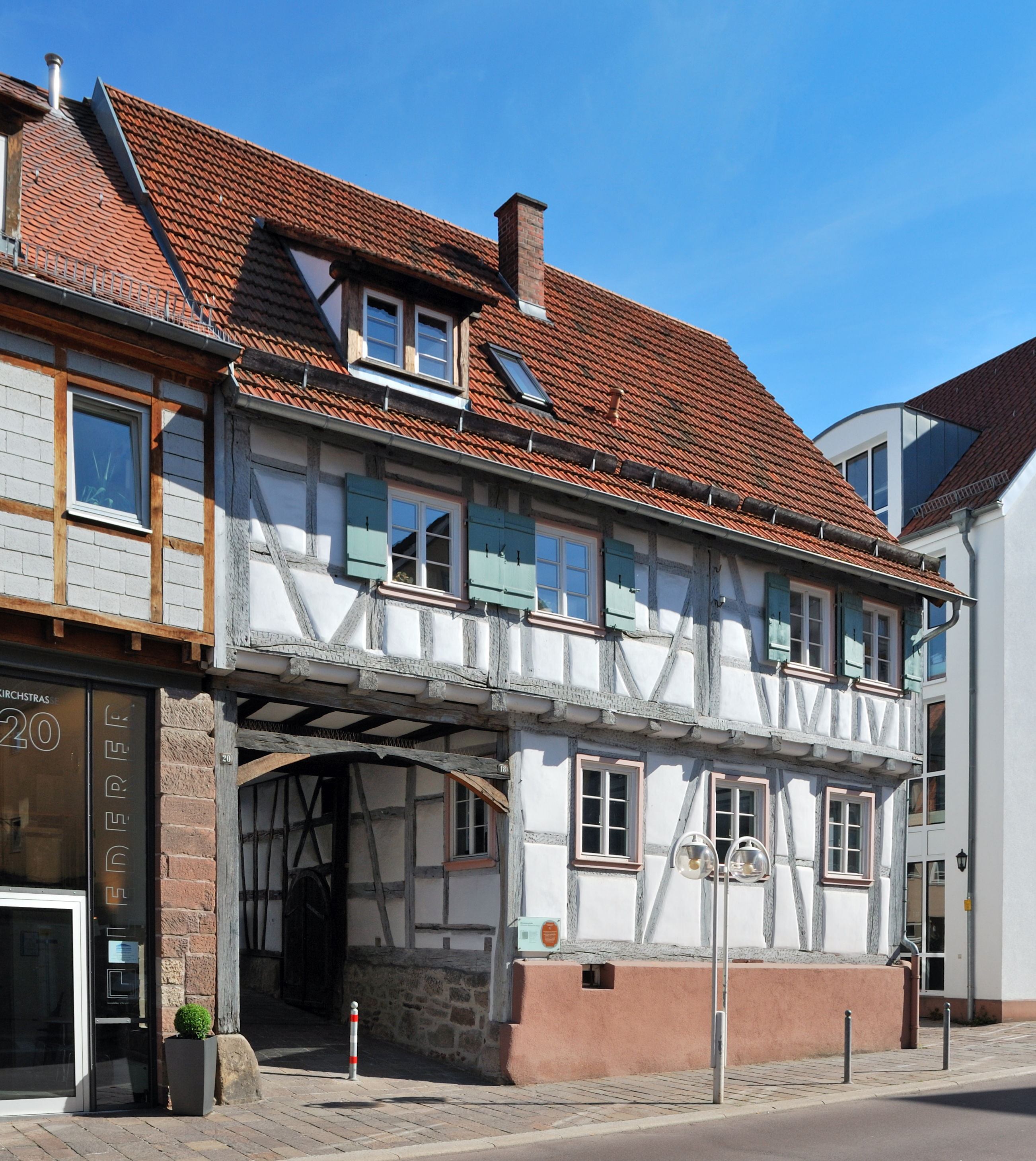
Maison natale à Gerlingen

Johannes Rebmann (16 janvier 1820 – 4 octobre 1876) est un explorateur et missionnaire allemand, auteur de nombreux faits d'armes, comme d'avoir été le premier Européen, avec son complice Johann Ludwig Krapf, à entrer en Afrique par la côte indienne. De plus, ils sont considérés comme étant les premiers Européens à découvrir le Kilimandjaro et le mont Kenya. Leurs actes ont eu des répercussions sur les expéditions postérieures en Afrique, y compris sur les exploits de Richard Francis Burton, John Hanning Speke et David Livingstone.

## Jeunesse
Johannes Rebmann est né dans la Souabe d'un père fermier et vigneron le 16 janvier 1820 à Gerlingen, près de Stuttgart, dans le Royaume de Wurtemberg. Il vit dans un petit village de 1 500 habitants. Très jeune il aspire à devenir prêcheur et porteur de la parole de l'Évangile.
Plus tard, devenu jeune homme, Rebmann choisit de se dévouer pour devenir missionnaire et rejoint la Mission protestante de Bâle. Avec son compagnon Johann Ludwig Krapf, il embarque pour l'Afrique de l'Est en 1846, sur un bateau nommé Arrow (« la flèche »). Il travaille dans la région de Mombassa aussi bien que dans des endroits plus reculés du Kenya,.
Leur mission est difficile et ils rencontrent de nombreuses difficultés à convaincre les chefs de tribu de les laisser parler aux populations. Krapf note que ce qu'il appelle le "déferlement de l'Islam" s'étend en Afrique et désire faire des nouveaux chrétiens un rempart contre cette influence religieuse sur le continent. Ainsi, alors que le champ d'action des deux missionnaires s'étend, des plans sont conçus pour les missions chrétiennes reculées.
Pendant son long séjour en Afrique, Rebmann tient un journal de 1848 à la fin de sa vie. Il écrit comment sa croyance dans le Christianisme lui a permis de conserver sa stabilité sur le continent, où très peu d'Européens s'étaient aventurés avant lui. Un extrait de son journal, que Rebmann a puisé dans la Bible (psaume 51, 12) reflète sa foi : « réveille en moi la joie de ta délivrance et accorde-moi un esprit serviable, pour me soutenir ».

## Explorations africaines
Rebmann reste en Afrique pendant environ trente années consécutives. Il considère que pour avoir un réel impact sur les populations locales et pour mener à bien sa tâche de missionnaire il lui faut de la patience. Il s'avère que cette politique est à l'origine de ses nombreuses années de travail sur le continent.
En dehors de la découverte du Kilimandjaro, Rebmann et Krapf explorent de nombreuses régions d'Afrique, y compris les Grands Lacs et le mont Méru. Il se marie également à une de ses compagnes missionnaire, Anna Maria née Maisch, avec laquelle il conçoit un enfant, mort peu de temps après sa naissance, et qui meurt en 1866 après quinze ans à travailler à ses côtés. Après ses expéditions au Kilimandjaro et autour des Grands Lacs, il apprend à parler plusieurs langues autochtones et écrit un dictionnaire en swahili.

### Découverte du Kilimandjaro et du mont Kenya
Le 16 octobre 1847, ils partent à la recherche de la montagne de Kasigau. Ils emmènent avec eux huit autochtones et un chef de caravane local nommé Bwana Kheri. Cette expédition est montée dans le but d'établir les premières missions dans la région. Le voyage est un succès et le groupe retourne à Mombasa le 27 octobre.
À plusieurs reprises durant leur voyage ou leurs différents séjours dans la région, Rebmann et Krapf entendent parler d'une grande montagne appelée Kilimansharo qui culmine dans les nuages et qui est « recouverte d'argent ». Les deux hommes qui, comme la plus grande partie de l'Europe à cette époque, étaient convaincus que la neige et la glace ne pouvaient pas exister si proche de l'Équateur ne réalisent pas la signification de ces allégations.
Pourtant, les deux missionnaires, qui sont devenus des quasi-explorateurs, restent assez intéressés par cette histoire et Krapf sollicite la permission du gouverneur de Mombasa pour une expédition vers la terre des Jagga, une ethnie aujourd'hui connue sous le nom de Chagas, qui vivent sur les versants du Kilimandjaro. Krapf tente de convaincre le gouverneur que cette expédition sera un voyage de travail. Malgré cela, Krapf reste à Mombasa et seul Bwana Kheri accompagne Rebmann dans son voyage le 27 avril 1848. En deux semaines, les deux hommes sont en vue de la montagne. Il note dans son journal l'étrange blancheur au sommet et questionne son guide sur ce qu'il pense en être l'origine. Selon le rapport de Rebmann, Bwana Kheri « ne sait pas de quoi il s'agit mais suppose que c'est de la froideur ». C'est alors que Rebmann s'aperçoit que le Kilimandjaro, même s'il est situé à cette latitude supposée impossible pour abriter de la neige ou de la « froideur » comme dit son guide, en est pourtant bel et bien recouvert. Le 10 novembre, il écrit dans son rapport :

« Ce matin nous discernâmes les montagnes des Jagga plus distinctement que jamais ; et à environ dix heures je crus voir un nuage blanc chatoyant. Mon guide appela simplement ce blanc Bererdi, « froid » ; c'était parfaitement clair pour moi, pourtant, que ce ne pouvait être rien d'autre que de la neige. »

— Johannes Rebmann, Journal de Johannes Rebmann
En 1849, ces observations sont publiées mais les découvertes ne sont pas réellement acceptées par la plupart de la communauté scientifique de l'époque et même considérées comme étant le résultat d'hallucinations induites par la malaria.
La même année, le 3 décembre, Krapf aperçoit le mont Kenya. Ainsi ils deviennent les premiers Européens à contempler les deux montagnes respectives,. Malgré les nouveaux doutes émis, un engouement suffisant est déclenché qui stimule une augmentation des enquêtes scientifiques dans la région et conséquemment des connaissances autour de la géographie de la région, de ses peuples et de son histoire.

### La «carte limace»

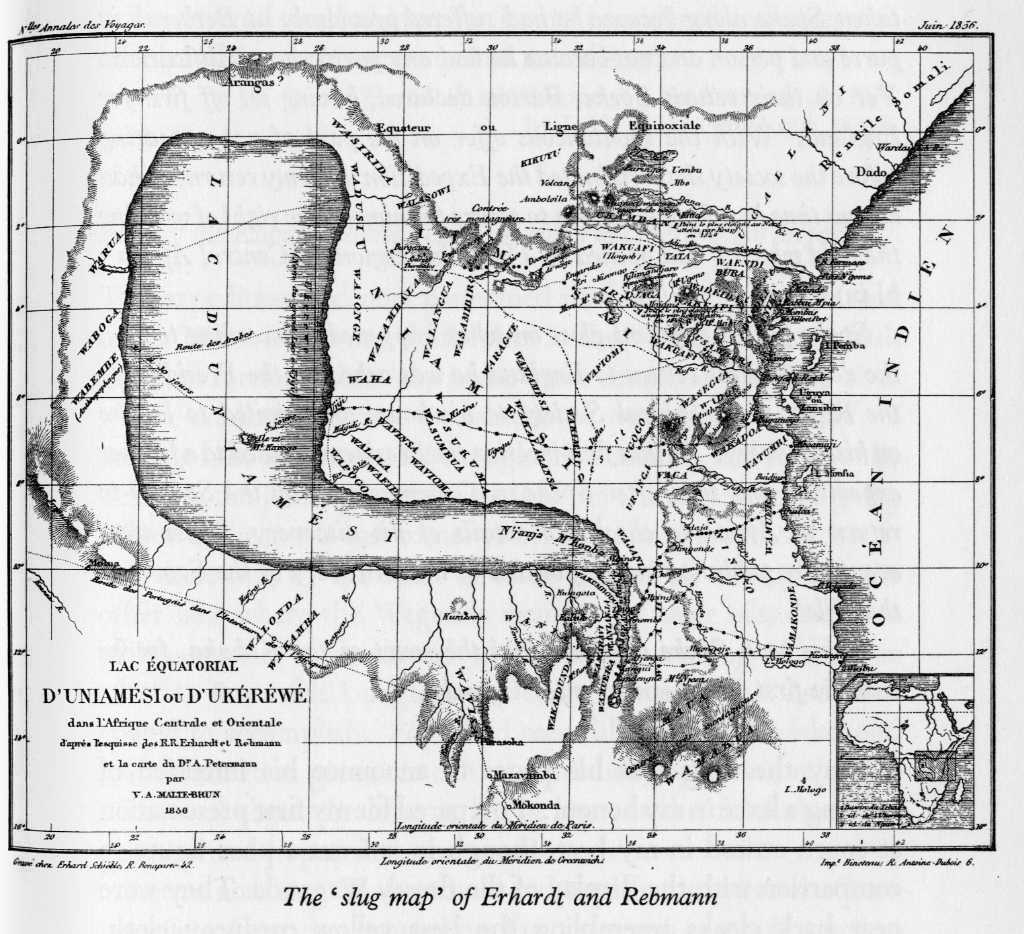
La « carte limace » illustrant certaines des découvertes des missionnaires.

Pendant leur séjour en Afrique, Krapf et Rebmann cheminent vers l'intérieur du continent. Ils voyagent dans plusieurs régions d'Afrique centrale et d'Afrique de l'Est, y compris vers ce qu'on appelle désormais les Grands Lacs. La découverte d'un lac particulièrement étendu est représentée sur une carte connue sous le nom de la « carte limace », en raison des contours donnés à l'étendue d'eau rappelant la forme d'une limace.
Certains détails subtils mais intéressants figurent sur la carte, comme une référence, au niveau de la section représentant l'extrême nord-est, à un cours d'eau coulant à travers le lac Victoria, alors connu par les missionnaires sous le nom de Ukerewa. Une note est présente pour décrire à quel point les eaux sont douces mais tachent les dents d'un jaune maladif. Il s'agit probablement de la première allusion écrite aux eaux potables, découvertes principalement autour du mont Méru, qui possèdent une forte quantité de fluorine et provoquent une teinte jaune-marron indélébile aux incisives.
Parmi d'autres, une note de la carte, « où le Magad [soude] est achetée », fournit une preuve que le commerce de la soude originaire du lac Natron était florissant dans ces régions d'Afrique que la carte représente.
La carte n'a jamais été publiée. Elle est désormais à l'abri à la Royal Geographical Society à Londres, où elle avait été présentée en 1855 par Erhardt, un compagnon missionnaire de Rebmann.

## Fin de vie
Ayant quasiment perdu la vue pour des raisons inconnues, Rebmann retourne en Europe en septembre 1875. Il retourne en Allemagne pour la première fois en vingt-neuf ans après avoir été persuadé par un compagnon missionnaire. Il décide de prendre une résidence à Korntal près de Stuttgart, où il demeure près de son vieil ami Krapf. Durant l'été 1876, sur le conseil de ce dernier, il se marie avec la veuve d'un autre missionnaire indien, Louise Rebmann née Däuble,. Leur ménage est de courte durée puisque Johannes Rebmann meurt de pneumonie le 4 octobre 1876,. Sur sa tombe dans le cimetière de Korntal figurent les mots « sauvé dans les bras de Jésus ».
Son héritage est préservé par la fondation Johannes Rebmann, une société religieuse dévoué à son œuvre et à sa mémoire. Son travail en Afrique, à la fois en tant que missionnaire et explorateur, a permis à d'autres Européens de suivre ses pas,.